# Eurolang
L’eurolang est une langue construite créée par Philip Hunt entre 1995 et 1998 pour servir de langue à l'Union européenne. L'auteur spécifiait comme critère du projet que la langue devait être très facile à apprendre pour les Européens. 

## Caractéristiques
L'eurolang est, avec le balbylon 21 et l'europanto, un système linguistique de construction récente. Selon les termes mêmes de son inventeur, l'eurolang est conçu pour être facilement assimilable par les Occidentaux. Il suffit d'un week-end (week-fini) à un diplômé universitaire pour apprendre la langue. Son auteur a fait appel aux principales langues européennes (anglais, français, espagnol, italien, allemand) pour en fabriquer le lexique, réduisant la morphologie des mots à leur plus simple expression tout en conservant la syntaxe des langues romanes. Au contraire de l'espéranto, l'eurolang comporte beaucoup de mots directement empruntés à l'anglais. 

## Échantillon
Eurolang est actifacta lang, qui me creatab estar comuna 2a lang per la Europa Unized (EU). Its word-list est baseda super England-lang, Deutsh-lang, France-lang, Italia-lang, Espanja-lang et Latin. Me desinab it estar facila lernar et usar.
Detail est, que lernabera Europa person, qui deja sav un or plus un de da langs, probablae pos lectar Eurolang (no tropa usation de dictionary), si ge est lernabera it per 2 days. Evidentae, facation it est plus unfacila rel lection it.

## Devenir
En 2000, l'auteur était en passe d'achever une grammaire et un vocabulaire de base. Afin de faire connaître l'eurolang, il diffusait un manuel d'auto-apprentissage (Lernu Eurolang), un dictionnaire et divers textes rédigés en eurolang. Un de ses collaborateurs, Christopher Zervic, entretenait une page web pour les curieux.
En 2014, il n'existe aucune communauté de locuteurs actifs de l'eurolang. La page web où l'auteur décrivait la langue a disparu du réseau mais peut être consultée sur le site d'archivage de pages Web The Wayback Machine.